# Percnia grisearia
Percnia grisearia là một loài bướm đêm trong họ Geometridae.